# NGC 4930
NGC 4930 (другие обозначения — ESO 323-74, MCG -7-27-29, DCL 481, IRAS13012-4108, PGC 45155) — спиральная галактика с перемычкой (SBb) в скоплении Центавра в созвездии Центавр.
NGC 4930 — ярчайшая галактика в одноименной группе галактик, которая относится к скоплению Центавра. Группа состоит преимущественно из спиральных галактик, что отличает ее от соседних групп, обычно более компактных и в которых обычно доминирует эллиптическая галактика. Лучевые скорости галактик в группе NGC 4930 составляют в среднем 2570 км/с, что значительно ниже средней лучевой скорости галактик в скоплении Центавра (3040 км/с). По всей видимости, группа NGC 4930 еще не испытала сильного взаимодействия с основной частью скопления, а только впервые сближается со скоплением.
Этот объект входит в число перечисленных в оригинальной редакции «Нового общего каталога».